# (63) Ausonia
(63) Ausonia es un asteroide perteneciente al cinturón de asteroides descubierto el 10 de febrero de 1861 por Annibale de Gasparis desde el observatorio de Capodimonte en Nápoles, Italia. Está nombrado por Ausonia, nombre figurado de Italia derivado del mítico rey Ausón.

## Características orbitales
Ausonia está situado a una distancia media del Sol de 2,395 ua, pudiendo alejarse hasta 2,701 ua y acercarse hasta 2,089 ua. Tiene una excentricidad de 0,1277 y una inclinación orbital de 5,78°. Emplea 1354 días en completar una órbita alrededor del Sol.